# Tsutaya Juzaburo
En aquest nom japonès, el cognom és Tsutaya.
Tsutaya Juzaburo (japonès: 蔦屋重三郎) (13 de febrer del 1750 – 31 de maig del 1797) va ser el fundador i director de l'editorial Tsutaya del període Edo al Japó. Va produir les xilografies ukiyo-e de molts dels artistes més famosos de l'època, així com llibres il·lustrats. Se l'ha anomenat "el més gran dels editors de gravats", i fàcilment és el més famós editor del període.
"Tsuta-ya" no és realment un cognom, perquè els plebeus normalment no tenien cognom al Japó anterior a la restauració Meiji de 1868. Més aviat, és un yagō, o "nom de botiga", que literalment significa "Botiga d'heura". Juzaburo i els seus successors feien servir un segell amb fulles d'heura sota un estilitzat mont Fuji com a marca de l'editorial. De vegades també és conegut com a "Tsuta-Jū".

## Vida i carrera
Es creu que el pare de Juzaburo va ser membre del clan Maruyama i treballador del Yoshiwara, el districte del plaer d'Edo. Nascut al Yoshiwara, Juzaburo va ser adoptat per la família Kitagawa i li van donar el nom de "Tsutaya" pel nom comercial d'una de les cases de te de Kitagawa.
Va obrir el seu negoci editorial al Yoshiwara el 1773, i va començar a estampar i vendre guies dels districtes del plaer. Set anys després, va començar a publicar kibyōshi del famós escriptor Hōseidō Kisanji, marcant l'inici de la seva popularitat i èxit. Aviat es va posar a publicar sharebon i llibres de kyōka, i va traslladar el seu negoci a Nihonbashi el 1783, unint-se a les classes altes dels comerciants d'Edo.
Al llarg del curs de la seva carrera, Tsutaya va descobrir i ajudar a artistes i escriptors com ara Utamaro, Sharaku, Bakin, Jippensha Ikku, i Santō Kyōden, produint milers de gravats basats en els dissenys dels artistes, imprimint llibres dels artistes, animant a aquells creatius talents i fent-los de patrocinador i mentor. Tot i que en aquells dies va gaudir d'un gran èxit i beneficis per les seves publicacions, la seva fama actual ve més donada per la seva habilitat a descobrir i cultivar a grans talents. Sense el seu esforç, molts dels més famosos i dotats artistes i escriptors de l'època podrien no haver aparegut mai.
Les reformes Kansei, establertes del 1787 al 1793 van comportar una censura estricta amb estrictes multes. El 1791 Santō Kyōden va ser posat sota arrest domiciliari amb grillons, i Tsutaya va ser obligat a pagar una gran multa monetària per publicar els seus treballs políticament volàtils. Tanmateix, un període de deu mesos de 1794 a 1795, van representar la breu carrera del gran artista Sharaku, tots els dissenys del qual van ser impresos per Tsutaya, que van dur un gran èxit i molts beneficis en el seu moment. Mentre la identitat de Sharaku segueix sent debatuda, alguns estudiosos proclamen que ell i Juzaburo podien haver estat la mateixa persona, tot i que això és poc probable.
Juzaburo va morir el 1797 amb 48 anys. Algunes fonts diuen que la causa va ser el beri-beri.